# Sante Garibaldi
Sante Garibaldi (Roma, 16 ottobre 1885 – Bordeaux, 4 luglio 1946) è stato un militare e imprenditore italiano.

## Biografia
Quinto figlio di Ricciotti Garibaldi e Constance Hopcraft e nipote del generale Giuseppe Garibaldi, nacque a Roma il 16 ottobre 1885. Trascorse la sua giovinezza tra la casa paterna di Roma, dove risiedeva mentre frequentava la locale scuola metodista, e la casa estiva di Riofreddo, alla quale rimase sempre molto legato. A quattordici anni venne ammesso alla scuola industriale di Reggio Emilia, dove si diplomò intorno ai diciotto anni. Il padre lo invitò allora, come i suoi fratelli, ad iniziare l'esperienza professionale all'estero.
Il giovane Sante partì per l'Egitto, dove rimase nove anni, partecipando alla costruzione di Eliopolis. Inoltre svolse la professione di cartografo, per cui partecipò a una spedizione geografica fino alle foci del Nilo Azzurro. Nel 1912 rientrò in Italia per combattere a fianco dei fratelli in Grecia, nella guerra greco-turca.
Agli inizi della prima guerra mondiale, quando l'Italia era ancora indecisa se intervenire o meno, la famiglia Garibaldi organizzò a Parigi la Legione garibaldina in cui si arruolarono sei dei sette figli di Ricciotti. Sante combatté nella la dura campagna delle Argonne coi fratelli. Con l'entrata in guerra dell'Italia nel 1915, passò nel Regio Esercito come ufficiale nel 52º Reggimento fanteria, combatté prima sul fronte delle Dolomiti, guadagnando una Medaglia di bronzo al valore militare, e nel 1918 con il II Corpo d'armata in Francia, dove fu decorato con un'altra Medaglia di bronzo e una d'argento al valore militare.
Finita la guerra, Sante, smobilitato nel 1919 con il grado di maggiore, riprese l'attività imprenditoriale in Francia, ma con l'avvento del fascismo, insieme al fratello Ricciotti Jr intraprese la carriera politica e di opposizione alla politica mussoliniana. Partecipò, assieme al fratello Peppino e ad un giovane Randolfo Pacciardi, alle manifestazioni di Italia libera che ebbero il loro culmine il 4 novembre 1924 all'indomani del delitto di Giacomo Matteotti.
Nel 1925, quando le opposizioni vennero represse, Sante preferì trasferirsi in Francia insieme ai fratelli Peppino e Ricciotti. Nel paese transalpino collaborò brevemente con i fratelli alla ricostituzione della Legione garibaldina reclutando fuoriusciti, ma subito dopo riprese l'attività edile, prima a Parigi e poi nel sud-ovest della Francia, vincendo l'appalto per costruire lo stadio di Bordeaux, essendo il maggiore azionista della Société d'Entreprises Générales de Travaux Publics, France et Colonies.
In politica si mantenne vicino agli ambienti legati al presidente Édouard Herriot e alla tradizione garibaldina. Con i suoi seguaci partecipò alla campagna di Francia contro l'invasione tedesca e fu sul punto di trasferirsi a Londra per costituirvi un corpo volontario.
Sorvegliato dalla Gestapo come elemento pericoloso, nel 1941 e poi nel 1943 venne arrestato e accusato di spionaggio, finendo per due anni nei lager tedeschi, dove passò da un campo all'altro sino a quello di Dachau.
All'inizio di aprile 1945 fu trasferito insieme a 140 prigionieri di rilievo che furono trasportati a Villabassa in Val Pusteria (Alto Adige), dove vennero liberati il 4 maggio 1945 dagli Alleati.
Dopo la fine della guerra si trasferì prima a Roma e poi a Bordeaux e qui morì il 4 luglio 1946. Riposa nella tomba di famiglia al Cimitero del Verano in Roma.
Si sposò con Beatrice Borzatti ed ebbe una sola figlia, Annita.

### Massoneria
Sante Garibaldi fu iniziato nella Massoneria il 13 luglio 1915, nella Loggia Francesco Guardabassi di Perugia. Negli anni Venti e Trenta frequentò a Parigi sia le obbedienze francesi sia le logge italiane in esilio. Al momento della liberazione  dalla prigionia dei nazisti, rinnovò il proprio impegno nell'Antico Rito di Memphis e Misraim e fu Gran Ministro della Federazione Universale del Rito Scozzese Antico ed Accettato. Volle funerali strettamente laici.